# Euphyia fuscofasciata
Euphyia fuscofasciata là một loài bướm đêm trong họ Geometridae.